# Revista Brasileira de Pesquisa em Educação em Ciências
A Revista Brasileira de Pesquisa em Educação em Ciências (RBPEC) é uma publicação da Associação Brasileira de Pesquisa em Educação em Ciências (ABRAPEC) e tem como objetivo disseminar resultados e reflexões advindos de investigações conduzidas na área de Educação em Ciências, com ética e eficiência, de forma a contribuir para a consolidação da área, para a formação de pesquisadores, e para a produção de conhecimentos em Educação em Ciências, que fundamentem o desenvolvimento de ações educativas responsáveis e comprometidas com a melhoria da educação científica e com o bem estar social.
Atualmente, ela está classificada como A2 no Qualis CAPES das áreas de Educação e Ensino. É uma revista que publica seus artigos com licença livre.